# 宗永祥
宗永祥（1963年5月—），河北沧县人，汉族，中国共产党党员。中华人民共和国政治人物、第十三届全国人民代表大会解放军和武警部队地区代表。

## 生平
2018年2月24日，当选为第十三届全国人大代表丶歷仼 武警四川总队政委丶武警少將 。